# Азме, Башир
Башир аль-Азме (араб. بشير العظمة‎, 1910—1992) — сирийский медик, политик, государственный деятель, занимал ряд правительственных постов, в том числе пост премьер-министра Сирии в 1962 году.

## Биография

### Личная жизнь
Башир аль-Азме родился в 1910-м году в Дамаске, в известной семье туркоманского происхождения Аль-Азм. Изучал медицину в университете Дамаска, получил диплом в 1934 году. Затем он окончил резидентуру в Париже, специализировался на грудных болезнях. По окончании резидентуры вернулся в Дамаск, где занял профессорскую должность в университете. Аль-Азме – автор ряда статей и руководств по разным областям медицины. Основал и долгое время возглавлял Арабский медицинский журнал. Был женат на Риме Курд-Али (араб.  ريمة كردعلي ‎).

### Политическая карьера
После создания ОАР – объединённого государства Египта и Сирии, аль-Азме был назначен министром здравоохранение ОАР. В это время он также занимал должность председателя союза врачей Сирии. После выхода Сирии из состава ОАР в сентябре 1961 года, аль-Азме вернулся к своей медицинской практике в Дамаске. В октябре того же года он примкнул к группе политиков, составивших «декларацию о выходе Сирии из ОАР», в которой Гамаль Абдель Насер – в то время президент Египта, обвинялся в отходе от идей арабского национализма и удушении демократии и политической жизни Сирии. 16 марта 1962 года, после затяжного политического кризиса, президент Назим аль-Кудси предложил аль-Азме возглавить кабинет министров. Офицеры, находившиеся де-факто у власти, приняли его кандидатуру благодаря его профессионализму. Основными целями аль-Азме на этом посту было сдерживание амбиций офицеров, совершивших выход Сирии из ОАР и искоренение остатков влияния Насера в Сирии. Для этого он провёл массовое увольнение ставленников Насера в государственном аппарате, а также направил в Лигу арабских государств официальную жалобу, обвинив Насера во вмешательстве во внутренние дела страны, а затем объявил об отмене конституции 1958 года и восстановлении конституции 1950 года. Против его курса резко выступили социалисты, остававшиеся на пронасеровских позициях. 17 сентября 1962 года аль-Азме подал в отставку с поста премьер-министра, однако остался работать в правительстве (был заместителем нового премьер-министра Халеда аль-Азема). После прихода к власти в 1963-м году арабской националистической партии Баас Башир аль-Азме, наряду с другими политиками, выступавшими против союза с Насером, был вынужден уйти из политики. В 1991 году он выпустил мемуары, под названием «Поколение Поражения между союзом и расколом» (جيل الهزيمة بين الوحدة والانفصال – Джиль-уль-хазима бейна-ль-вахда уа-ль-инфисаль). Аль-Азме умер в 1992 году.